# Tournoi de clôture du championnat du Honduras de football 2018
Navigation
Saison précédente Saison suivante
Le Tournoi Clausura 2018 est le quarante-et-unième tournoi saisonnier disputé au Honduras.
C'est cependant la 72e fois que le titre de champion du Honduras est remis en jeu.
Lors de ce tournoi, le Real España a tenté de conserver son titre de champion du Honduras face aux neuf meilleurs clubs honduriens.
Chacun des dix clubs participant était confronté deux fois aux neuf autres équipes. Puis les six meilleures se sont affrontés lors d'une phase finale à la fin du tournoi.
Seulement une place est directement qualificative pour la Ligue des champions de la CONCACAF. Une place en Ligue de la CONCACAF est attribuée à l'issue de ce championnat au meilleur finaliste des deux tournois au classement cumulé de la saison.

## Les 10 clubs participants
Ce tableau présente les dix équipes qualifiées pour disputer le championnat 2017-2018. On y trouve le nom des clubs, le nom des stades dans lesquels ils évoluent ainsi que la capacité et la localisation de ces derniers.
| Club                  | Stade                               | Capacité | Ville          |
| CD Honduras           | Stade Humberto Micheletti           | 5 500    | El Progreso    |
| Juticalpa FC (en)     | Stade Juan Ramón Brevé Vargas (en)  | 20 000   | Juticalpa      |
| Lobos UPNFM (en)      | Stade Universidad UPNFM             |          | Tegucigalpa    |
| CD Marathon           | Stade Yankel Rosenthal              | 15 000   | San Pedro Sula |
| CD Motagua            | Stade Tiburcio Carias Andino        | 35 000   | Tegucigalpa    |
| CD Olimpia            | Stade Tiburcio Carias Andino        | 35 000   | Tegucigalpa    |
| CD Platense           | Stade Excelsior                     | 10 000   | Puerto Cortés  |
| Real España           | Stade Francisco Morazán             | 20 000   | San Pedro Sula |
| CD Real Sociedad (en) | Stade Francisco Martínez Durón (en) | 5 000    | Tocoa          |
| CD Vida               | Stade Nilmo Edwards                 | 25 000   | La Ceiba       |

| \| CD Marathon Real España CD Motagua CD Olimpia Lobos UPNFM CD Vida CD Platense CD Real Sociedad CD Honduras Juticalpa FC \| Localisation des clubs. |
| CD Marathon Real España CD Motagua CD Olimpia Lobos UPNFM CD Vida CD Platense CD Real Sociedad CD Honduras Juticalpa FC                               |

## Compétition
Le Tournoi Clausura se déroule de la même façon que les tournois saisonniers précédents :
- La phase de qualification : les dix-huit journées de championnat.
- La phase finale : les matchs aller-retour allant des quarts de finale à la finale.

### Phase de qualification
Lors de la phase de qualification les dix équipes affrontent à deux reprises les neuf autres équipes selon un calendrier tiré aléatoirement.
Les deux meilleures équipes sont qualifiées directement pour les demi-finale alors que les quatre suivantes se qualifient pour les quarts de finale.
Le classement est établi sur le barème de points classique (victoire à 3 points, match nul à 1, défaite à 0).
Le départage final se fait selon les critères suivants :
- Le nombre de points.
- La différence de buts générale.
- La différence de buts particulière.
- Le nombre de buts marqué.

| Rang | Équipe                | Pts | J  | G  | N | P  | Bp | Bc | Diff |
| ---- | --------------------- | --- | -- | -- | - | -- | -- | -- | ---- |
| 1    | CD Marathon           | 37  | 18 | 11 | 4 | 3  | 35 | 23 | +12  |
| 2    | CD Motagua            | 34  | 18 | 10 | 4 | 4  | 29 | 17 | +12  |
| 3    | CD Olimpia            | 33  | 18 | 9  | 6 | 3  | 34 | 19 | +15  |
| 4    | Real España T         | 28  | 18 | 7  | 7 | 4  | 22 | 19 | +3   |
| 5    | CD Honduras           | 26  | 18 | 8  | 2 | 8  | 22 | 30 | -8   |
| 6    | CD Platense           | 22  | 18 | 6  | 4 | 8  | 22 | 27 | -5   |
| 7    | CD Vida               | 21  | 18 | 5  | 6 | 7  | 18 | 19 | -1   |
| 8    | Lobos UPNFM (en) P    | 18  | 18 | 5  | 3 | 10 | 18 | 27 | -9   |
| 9    | Juticalpa FC (en)     | 17  | 18 | 5  | 2 | 11 | 25 | 32 | -7   |
| 10   | CD Real Sociedad (en) | 13  | 18 | 3  | 4 | 11 | 11 | 23 | -12  |

| Légende : Qualifications et relégations | Légende : Qualifications et relégations          |
| --------------------------------------- | ------------------------------------------------ |
|                                         | Qualifié pour les demi-finales                   |
|                                         | Qualifié pour les quarts de finale               |
|                                         | T Tenant du titre P Promu de la saison 2016-2017 |

| Résultats (▼dom., ►ext.)                                   | Hon | Jut | Lob | Mar | Mot | Oli | Pla | Esp | Soc | Vid |
| CD Honduras                                                |     | 4-3 | 1-0 | 2-5 | 1-2 | 3-2 | 2-1 | 1-1 | 1-0 | 1-0 |
| Juticalpa FC (en)                                          | 2-1 |     | 1-1 | 2-0 | 0-1 | 3-5 | 3-1 | 1-2 | 2-1 | 1-2 |
| Lobos UPNFM (en)                                           | 1-0 | 3-2 |     | 1-2 | 1-2 | 0-2 | 0-2 | 2-2 | 3-0 | 2-1 |
| CD Marathon                                                | 2-1 | 2-1 | 3-2 |     | 2-1 | 3-1 | 3-0 | 1-1 | 3-1 | 2-2 |
| CD Motagua                                                 | 3-0 | 3-2 | 2-0 | 3-0 |     | 0-1 | 1-2 | 1-2 | 2-0 | 1-0 |
| CD Olimpia                                                 | 6-1 | 1-2 | 4-0 | 1-1 | 1-1 |     | 0-0 | 2-2 | 1-0 | 1-1 |
| CD Platense                                                | 0-1 | 0-0 | 1-0 | 2-4 | 3-3 | 1-2 |     | 1-1 | 2-1 | 3-1 |
| Real España                                                | 1-0 | 1-0 | 0-1 | 1-1 | 0-0 | 0-1 | 4-2 |     | 1-0 | 1-0 |
| CD Real Sociedad (en)                                      | 0-1 | 1-0 | 1-1 | 1-0 | 2-2 | 0-2 | 0-1 | 2-0 |     | 1-1 |
| CD Vida                                                    | 1-1 | 3-0 | 1-0 | 0-1 | 0-1 | 1-1 | 1-0 | 3-2 | 0-0 |     |
| - Victoire à domicile - Match nul - Victoire à l'extérieur |     |     |     |     |     |     |     |     |     |     |

### Classement cumulatif
| Rang | Équipe                | Pts | J  | G  | N  | P  | Bp | Bc | Diff |
| ---- | --------------------- | --- | -- | -- | -- | -- | -- | -- | ---- |
| 1    | CD Marathon C         | 71  | 36 | 22 | 5  | 9  | 62 | 44 | +18  |
| 2    | CD Motagua            | 67  | 36 | 19 | 10 | 7  | 60 | 38 | +22  |
| 3    | CD Olimpia            | 64  | 36 | 18 | 10 | 8  | 61 | 34 | +27  |
| 4    | Real España C         | 57  | 36 | 16 | 9  | 11 | 53 | 44 | +9   |
| 5    | Juticalpa FC (en)     | 45  | 36 | 13 | 6  | 17 | 64 | 62 | +2   |
| 6    | CD Vida               | 42  | 36 | 10 | 12 | 14 | 38 | 42 | -4   |
| 7    | Lobos UPNFM (en) P    | 42  | 36 | 12 | 6  | 18 | 40 | 55 | -15  |
| 8    | CD Platense           | 41  | 36 | 12 | 5  | 19 | 42 | 64 | -22  |
| 9    | CD Honduras           | 39  | 36 | 12 | 3  | 21 | 48 | 67 | -19  |
| 10   | CD Real Sociedad (en) | 35  | 36 | 9  | 8  | 19 | 33 | 51 | -18  |

| Légende : Qualifications et relégations | Légende : Qualifications et relégations                                        |
| --------------------------------------- | ------------------------------------------------------------------------------ |
|                                         | Ligue des champions de la CONCACAF 2019                                        |
|                                         | Ligue de la CONCACAF 2018                                                      |
|                                         | Relégué en Liga Nacional de Ascenso                                            |
|                                         | C Vainqueur d'un des deux tournois de la saison P Promu de la saison 2016-2017 |

### La Phase Finale
Les six équipes qualifiées sont réparties dans le tableau final d'après leur classement général, le deuxième affrontant lors des demi-finales le vainqueur du quart opposant le quatrième au cinquième et le premier affrontant le vainqueur du quart opposant le troisième au sixième.
En cas d'égalité sur la somme des deux matchs, les deux équipes sont dans un premier temps départagées par la règle des buts marqués à l'extérieur puis par leur classement général si cela est nécessaire, sauf lors de la finale où des prolongations puis une séance de tirs au but ont éventuellement lieu.

#### Tableau
|  |               |               |               |               |               |      |     |            |            |            |            |            |             |     |        |        |        |        |        |  |  |
|  | 1/4 de finale | 1/4 de finale | 1/4 de finale | 1/4 de finale | 1/4 de finale |      |     | 1/2 finale | 1/2 finale | 1/2 finale | 1/2 finale | 1/2 finale |             |     | Finale | Finale | Finale | Finale | Finale |  |  |
|  |               |               |               |               |               |      |     |            |            |            |            |            |             |     |        |        |        |        |        |  |  |
|  |               |               |               |               |               |      |     |            |            |            |            |            |             |     |        |        |        |        |        |  |  |
|  |               |               |               |               |               |      |     |            |            |            |            |            |             |     |        |        |        |        |        |  |  |
|  |               |               |               |               |               |      |     |            |            |            |            |            |             |     |        |        |        |        |        |  |  |
|  |               |               |               |               |               |      |     |            |            |            |            |            |             |     |        |        |        |        |        |  |  |
|  | CD Marathon   | (1)           | 1             | 2             |               |      |     |            |            |            |            |            |             |     |        |        |        |        |        |  |  |
|  | CD Marathon   | (1)           | 1             | 2             |               |      |     |            |            |            |            |            |             |     |        |        |        |        |        |  |  |
|  |               |               | Real España   | (4)           | 0             | 1    |     |            |            |            |            |            |             |     |        |        |        |        |        |  |  |
|  | Real España   | (4)           | Real España   | (4)           | 0             | 1    | 1   | 0          |            |            |            |            |             |     |        |        |        |        |        |  |  |
|  | Real España   | (4)           |               |               |               |      |     |            |            |            |            |            |             |     |        |        |        |        |        |  |  |
|  | CD Honduras   | (5)           | 1             | 0             | 0             |      |     |            |            |            |            |            |             |     |        |        |        |        |        |  |  |
|  | CD Honduras   | (5)           | 1             | 0             | 0             |      |     |            |            |            |            |            | CD Marathon | (1) | 1      | 0      | 0(5)   |        |        |  |  |
|  |               |               |               |               |               |      |     |            |            |            |            |            | CD Marathon | (1) | 1      | 0      | 0(5)   |        |        |  |  |
|  |               | CD Motagua    | (2)           | 1             | 0             | 0(4) |     |            |            |            |            |            |             |     |        |        |        |        |        |  |  |
|  | CD Olimpia    | CD Motagua    | (2)           | 1             | 0             | 0(4) | (3) | 0          | 2          |            |            |            |             |     |        |        |        |        |        |  |  |
|  | CD Olimpia    |               |               |               |               |      | (3) | 0          | 2          |            |            |            |             |     |        |        |        |        |        |  |  |
|  | CD Platense   | (6)           | 0             | 1             |               |      |     |            |            |            |            |            |             |     |        |        |        |        |        |  |  |
|  | CD Platense   | (6)           | 0             | 1             | CD Olimpia    | (3)  | 0   | 1          |            |            |            |            |             |     |        |        |        |        |        |  |  |
|  |               |               |               |               |               | (3)  | 0   | 1          |            |            |            |            |             |     |        |        |        |        |        |  |  |
|  |               |               | CD Motagua    | (2)           | 0             | 1    | 0   |            |            |            |            |            |             |     |        |        |        |        |        |  |  |
|  |               |               |               |               |               | 1    | 0   |            |            |            |            |            |             |     |        |        |        |        |        |  |  |
|  |               |               |               |               |               |      |     |            |            |            |            |            |             |     |        |        |        |        |        |  |  |
|  |               |               |               |               |               |      |     |            |            |            |            |            |             |     |        |        |        |        |        |  |  |
|  |               |               |               |               |               |      |     |            |            |            |            |            |             |     |        |        |        |        |        |  |  |

#### Quarts de finale
| Club        | Aller | Retour | Club        | Commentaire                 |
| CD Olimpia  | 0-0   | 2-1    | CD Platense |                             |
| Real España | 1-1   | 0-0    | CD Honduras | Meilleur classement général |

#### Demi-finales
| Club        | Aller | Retour | Club        | Commentaire                 |
| CD Marathon | 1-0   | 2-1    | Real España |                             |
| CD Motagua  | 0-0   | 1-1    | CD Olimpia  | Meilleur classement général |

#### Finale
| Match aller | CD Motagua        | 1:1   | CD Marathon         | Stade Tiburcio Carias Andino |  |
| 13 mai 2018 | Carlos Discua 27e | (1:1) | Brayan Martinez 41e |                              |  |

| Match retour | CD Marathon                                                                                            | 0:0             | CD Motagua                                                                                                  | Stade Yankel Rosenthal |  |
| 19 mai 2018  | | (0:0)           | |                        |  |
| 19 mai 2018  | Johnny Leveron · Allan Banegas · Joshua Vargas · John Paul Suazo · Juan Jose Rodriguez · Bryan Johnson | Tirs au but 5:4 | Wilmer Crisanto · Juan Montes · Walter Joel Martinez Betanco · J. Pereira · Omar Elvir · Reinieri Mayorquin |                        |  |

## Bilan du tournoi
| Tournoi de clôture du championnat de football du Honduras 2018 |                        |
| Champion                                                       | CD Marathon (9e titre) |
| Dauphin                                                        | CD Motagua             |
| Qualifications continentales                                   |                        |
| Ligue des champions de la CONCACAF 2019                        | CD Marathon            |
| Ligue de la CONCACAF 2018                                      | Real España            |
| Ligue de la CONCACAF 2018                                      | CD Motagua             |
| Promotions et relégations                                      |                        |
| Promus en Liga Nacional de Fútbol                              | Real de Minas          |
| Relégués en Liga Nacional de Ascenso                           | CD Real Sociedad (en)  |

## Statistiques

### Buteurs
| Rang | Nom | Équipe | Buts |
| 1    |     |        | -    |
| 2    |     |        | -    |
| 3    |     |        | -    |